# جيم جيلمور (لاعب كرة قاعدة)
جيم جيلمور (بالإنجليزية: Jim Gilmore)‏ هو لاعب كرة قاعدة أمريكي، ولد في 1 مايو 1853 في بالتيمور في الولايات المتحدة، وتوفي بنفس المكان في 18 نوفمبر 1928.

## وصلات خارجية
- جيم جيلمور على موقعبيزبول رفرنس.كوم (الدوري الرئيسي) (الإنجليزية)